# Мала Пачетина
46°08′ пн. ш. 15°50′ сх. д. / 46.14° пн. ш. 15.83° сх. д.
Мала Пачетина (хорв. Mala Pačetina) — населений пункт у Хорватії, у Крапинсько-Загорській жупанії у складі громади Петровсько.

## Населення
Населення за даними перепису 2011 року становило 104 осіб.
Динаміка чисельності населення поселення:

## Клімат
Середня річна температура становить 9,93 °C, середня максимальна – 23,98 °C, а середня мінімальна – -6,31 °C. Середня річна кількість опадів – 1045 мм.
| Клімат поселення                              | Клімат поселення | Клімат поселення | Клімат поселення | Клімат поселення | Клімат поселення | Клімат поселення | Клімат поселення | Клімат поселення | Клімат поселення | Клімат поселення | Клімат поселення | Клімат поселення | Клімат поселення |
| Показник                                      | Січ.             | Лют.             | Бер.             | Квіт.            | Трав.            | Черв.            | Лип.             | Серп.            | Вер.             | Жовт.            | Лист.            | Груд.            |                  |
| Середній максимум, °C                         | 5,57             | 7,58             | 11,69            | 16,04            | 20,92            | 23,98            | 23,42            | 22,90            | 18,92            | 13,83            | 8,22             | 4,50             |                  |
| Середня температура, °C                       | −0,4             | 1,64             | 5,74             | 10,12            | 14,99            | 18,03            | 19,62            | 19,10            | 15,12            | 10,02            | 4,41             | 0,70             |                  |
| Середній мінімум, °C                          | −6,31            | −4,32            | −0,2             | 4,16             | 9,05             | 12,09            | 15,82            | 15,28            | 11,33            | 6,22             | 0,61             | −3,1             |                  |
| Норма опадів, мм                              | 50               | 54               | 72               | 77               | 91               | 122              | 103              | 101              | 101              | 101              | 99               | 74               |                  |
| Середньомісячна швидкість вітру, м/с          | 1.70             | 1.90             | 2.30             | 2.22             | 2.11             | 1.90             | 1.81             | 1.70             | 1.62             | 1.70             | 1.80             | 1.78             |                  |
| Середньомісячна сонячна радіація, кДж/м²·день | 4060             | 6763             | 10420            | 14769            | 18769            | 20567            | 21261            | 18558            | 13787            | 8521             | 4505             | 3208             |                  |
| --------------------------------------------- | ---------------- | ---------------- | ---------------- | ---------------- | ---------------- | ---------------- | ---------------- | ---------------- | ---------------- | ---------------- | ---------------- | ---------------- | ---------------- |
| Джерело:                                      |                  |                  |                  |                  |                  |                  |                  |                  |                  |                  |                  |                  |                  |